# Hamster-chinês
O Hamster chinês é uma espécie de hamster (nome científico Cricetulus griseus), originário dos desertos do nordeste da China e Mongólia. Estes animais chegam a medir de 7,5 a 9 cm de comprimento, e na fase adulta eles têm de 5 a 8 filhotes por semestre e pesam de 50-75 gramas. Vivem em média de dois a três anos. O hamster chinês geralmente é utilizado como animal de estimação ou como (no passado) cobaia.
A proporção do corpo do hamster chinês, comparada com a de outros hamsters, parece "longa e fina", e eles possuem uma cauda relativamente curta. O hamster chinês não está relacionado ao hamster anão. O termo "anão", empregado para hamsters, geralmente é utilizado para referir-se apenas aos animais do gênero Phodopus.
A coloração de seus pêlos, um marrom acinzentado sobre o corpo, coberta por uma listra preta nas costas, combinada com sua cauda mais alongada e o corpo de tamanho reduzido, fazem com que o hamster chinês tenha uma aparência que lembra vagamente um camundongo. Além da coloração acinzentada, uma variação bastante comum na coloração dos pêlos é o hamster chinês branco, geralmente com apenas uma listra preta nas costas.

## Reprodução
A reprodução de hamsters Chinês é mais fácil, pelo fato de animais do mesmo sexo poderem viver juntos. Grupos com ambos os sexos irão quase sempre procriar. Os hamsters podem procriar já com 2 a 3 meses, e o período de gestação é de 18 a 21 dias.Os hamsters podem ter cerca de 2 ou 3 ninhadas sucessivamente,com até 6 filhotes. Antes do nascimento de cada filhote, ela contrairá seus músculos abdominais duas ou três vezes, sentará nas patas traseira e se curvará, enquanto dá à luz um único filhote de cada vez. Os filhotes nascerão em intervalos de mais ou menos de 10 minutos, e a mãe deverá permanecer ativa entre cada nascimento. Desta forma, os filhotes poderão nascer em lugares diferentes da gaiola, mas a mãe os recolherá e os levará para o ninho assim que terminar de dar à luz. Após o nascimento, não se deve mexer no ninho ou nos filhotes por duas semanas - sob risco da mãe rejeitar os filhotes.

### Filhotes
Os filhotes nascem sem pêlos e cegos. Os pigmentos de suas peles e os pêlos começarão a aparecer por volta de 4 a 6 dias.Com cerca de 8 a 10 dias, os filhotes começarão a andar pela gaiola. Com 16 dias, os filhotes já estarão cobertos de pêlos e seus olhos já estarão desenvolvidos.

## Ligações Externas
- Tudo Sobre Hamster: Blog com diversas informações sobre hamsters e como cuidar deles.